# Сергинское (сельское поселение, Удмуртия)
Сергинское — упразднённое муниципальное образование со статусом сельского поселения в составе Балезинского района Удмуртии.
Административный центр — Сергино.
Законом Удмуртской Республики от 17.05.2021 № 49-РЗ к 30 мая 2021 года упразднено в связи с преобразованием муниципального района в муниципальный округ.

## Население
| 2007 | 2010  | 2012  | 2013 | 2014 | 2015 |
| ---- | ----- | ----- | ---- | ---- | ---- |
| 1256 | ↘1053 | ↘1031 | ↘998 | ↘981 | ↘976 |
| 2016 | 2017  | 2018  | 2019 | 2020 | 2021 |
| ↘954 | ↘927  | ↘914  | ↘870 | ↘846 | ↘693 |

## Населённые пункты
В состав поселения входят следующие населённые пункты:
| Населённый пункт | Население (2007) |
| ---------------- | ---------------- |
| Архипята         | 40               |
| Афонино          | 75               |
| Ваньки           | 56               |
| Васенки          | 28               |
| Василята         | 66               |
| Гарченцы         | 28               |
| Гаревская        | 114              |
| Кипрята          | 131              |
| Коровино         | 51               |
| Некрасовцы       | 19               |
| Петровцы         | 3                |
| Сергино          | 503              |
| Шарпа            | 142              |

## Социальная инфраструктура
В поселении действуют средняя (Сергино) школа, 2 садика (Кипрята, Сергино), библиотека, 5 клубов, больница-амбулатория и 2 фельдшерско-акушерских пункта. Среди предприятий работают ООО «Прикамья», СПК «Дубрава», СПК «Сергинский».